# Necker (Isole Vergini Britanniche)
Necker Island è una piccola isola privata delle Isole Vergini Britanniche situata poco a nord di Virgin Gorda. È di proprietà del miliardario britannico Sir Richard Branson, fondatore del Virgin Group.

## Storia
L'isola deve il nome ad un capitano olandese del XVII secolo, Johannes de Neckere. Rimase disabitata fino alla fine del XX secolo.
Nel 1965, Don McCullin ed Andrew Alexander trascorsero 15 giorni su quest'isola, vivendo come due naufraghi per conto del The Daily Telegraph. L'editore sperava che i due riuscissero a sopravvivere per almeno tre settimane.

### Proprietà di Sir Richard Branson
Nel 1978 Richard Branson visitò per la prima volta le Isole Vergini Britanniche, dopo aver saputo che alcune isole erano state messe in vendita. Durante la visita decise di acquistare Necker Island e fece un'offerta di 100000 dollari (l'isola aveva un valore di 6 milioni di dollari, ma Branson nel 1978 aveva appena iniziato la sua carriera e non aveva grandi capitali a disposizione). La sua offerta venne rifiutata e l'isola fu venduta a John Lyttelton, 11º Visconte Cobham. Un anno dopo il visconte che aveva necessità di denaro, la rivendette allo stesso Branson per 120000 dollari. Branson comprò l'isola quando aveva 28 anni, solamente 6 anni dopo aver fondato la Virgin Group.
Quest'ultimo, tuttavia, poté acquistare l'isola solo con l'obbligo di farne un'isola di lusso e di costruirvi un complesso turistico entro quattro anni.  Ha impiegato 3 anni e 10 milioni di dollari per trasformare l'isola in un resort privato di lusso.
Nel dicembre 2007, Larry Page, cofondatore di Google, celebrò qui il suo matrimonio.
Il 22 agosto 2011 una delle ville dell'isola è stata completamente distrutta da un incendio provocato da un fulmine della tempesta tropicale Irene. In quel momento nella villa erano ospitate 20 persone, tra cui l'attrice Kate Winslet, la madre di Branson, Eve, e la figlia, Holly.
Nel febbraio 2017, Barack Obama, 44º presidente degli Stati Uniti d'America dal 2009 al 2017, ha visitato Necker Island, ospite di Sir Richard Branson.
Il 6 settembre 2017 l'Uragano Irma ha distrutto la maggior parte dell'isola. La ricostruzione è continuata fino ad aprile 2018.